# تیم ملی بسکتبال کنیا
تیم ملی بسکتبال کنیا، نماینده کنیا در مسابقات بین المللی بسکتبال است. این تیم  توسط فدراسیون بسکتبال این کشور (KBF) اداره می شود.
کنیا میزبان مسابقات قهرمانی آفریقا در سال ۱۹۹۳ بود که در آن تیم به طور شگفت انگیزی تا دیدار نیمه پایانی رسید که بهترین عملکرد آنها تا به امروز است.

## منایع
1. ↑  "FIBA Ranking Presented by Nike". FIBA. ۷ دسامبر ۲۰۲۱. Retrieved 7 December 2021.
2. ↑  "Team Roster Kenya". fiba.basketball. Retrieved 12 September 2021.
3. ↑  "Kenya | 2015 Afrobasket | ARCHIVE.FIBA.COM". Archived from the original on 11 March 2016. Retrieved 1 اكتبر 2022. {{cite web}}: Check date values in: |access-date= (help)